# Élections législatives écossaises de 1999
 (juillet 2018).
Si vous disposez d'ouvrages ou d'articles de référence ou si vous connaissez des sites web de qualité traitant du thème abordé ici, merci de compléter l'article en donnant les références utiles à sa vérifiabilité et en les liant à la section « Notes et références ».
Les élections législatives écossaises de 1999 sont des élections ayant eu lieu le 6 mai 1999. Elles sont remportés à  avec 56 sièges par le Parti travailliste, suivi par le Parti national écossais avec  35 sièges, le Parti conservateur avec 18 sièges et les Libéraux-démocrates avec 17 sièges.

## Mode de scrutin
Les membres du Parlement écossais sont élus lors d'un scrutin mixte. 73 députés sont élus au scrutin uninominal majoritaire à un tour et 56 autres sont élus au niveau de huit régions au scrutin proportionnel plurinominal. Les mandats obtenus au scrutin uninominal par les partis sont imputés à leurs mandats obtenus au scrutin proportionnel, afin d'assurer une représentation équilibrée à la fois des régions écossaises et à la fois des différentes forces politiques.

## Résultats et sièges
| Parti | Parti                           | Circonscriptions | Circonscriptions | Circonscriptions | Voix régionales | Voix régionales | Voix régionales | Sièges | Sièges |
| Parti | Parti                           | Voix             | %                | Sièges           | Voix            | %               | Sièges          | Total  | +/-    |
| ----- | ------------------------------- | ---------------- | ---------------- | ---------------- | --------------- | --------------- | --------------- | ------ | ------ |
|       | Parti travailliste              | 908 392          | 38,81            | 53               | 786 818         | 33,64           | 3               | 56     | 43,4   |
|       | Parti national écossais         | 672 757          | 28,74            | 7                | 638 644         | 27,26           | 28              | 35     | 27,1   |
|       | Parti conservateur              | 364 225          | 15,56            | 0                | 359 109         | 15,35           | 18              | 18     | 14,0   |
|       | Libéraux-démocrates             | 331 279          | 14,15            | 12               | 225 774         | 12,43           | 5               | 17     | 13,2   |
|       | Parti vert                      | 0                | 0                | 0                | 84 024          | 3,59            | 1               | 1      | 0,8    |
|       | Parti travailliste socialiste   | 5 268            | 0,22             | 0                | 55 232          | 2,37            | 0               | 0      | 0      |
|       | Parti socialiste écossais       | 23 564           | 1,01             | 0                | 43 635          | 1,99            | 1               | 1      | 0,8    |
|       | Indépendant-Dennis Canavan (en) | 18 511           | 0,8              | 1                | 27 700          | 1,2             | 0               | 1      | 0,8    |
|       | Autres                          | 21 662           | 0,9              | 0                | 105 221         | 4,5             | 0               | 0      | 0      |

## Députés élus dans les circonscriptions

### Central Scotland
| Circonscription              | Député élu | Député élu        |
| ---------------------------- | ---------- | ----------------- |
| Airdrie and Shotts           |            | Karen Whitefield  |
| Coatbridge and Chryston      |            | Elaine Smith      |
| Cumbernauld and Kilsyth      |            | Cathie Craigie    |
| East Kilbride                |            | Andy Kerr         |
| Falkirk East                 |            | Cathy Peattie     |
| Falkirk West                 |            | Dennis Canavan    |
| Hamilton North and Bellshill |            | Michael McMahon   |
| Hamilton South               |            | Tom McCabe        |
| Kilmarnock and Loudoun       |            | Margaret Jamieson |
| Motherwell and Wishaw        |            | Jack McConnell    |

### Glasgow
| Circonscription     | Député élu | Député élu        |
| ------------------- | ---------- | ----------------- |
| Glasgow Anniesland  |            | Donald Dewar      |
| Glasgow Baillieston |            | Margaret Curran   |
| Glasgow Cathcart    |            | Mike Watson       |
| Glasgow Govan       |            | Gordon Jackson    |
| Glasgow Kelvin      |            | Pauline McNeill   |
| Glasgow Maryhill    |            | Patricia Ferguson |
| Glasgow Pollok      |            | Johann Lamont     |
| Glasgow Rutherglen  |            | Janis Hughes      |
| Glasgow Shettleston |            | Frank McAveety    |
| Glasgow Springburn  |            | Paul Martin       |

### Highlands and Islands
| Circonscription                       | Député élu | Député élu          |
| ------------------------------------- | ---------- | ------------------- |
| Argyll and Bute                       |            | George Lyon         |
| Caithness, Sutherland and Easter Ross |            | Jamie Stone         |
| Inverness East, Nairn and Lochaber    |            | Fergus Ewing        |
| Moray                                 |            | Margaret Ewing      |
| Orkney                                |            | Jim Wallace         |
| Ross, Skye and Inverness West         |            | John Farquhar Munro |
| Shetland                              |            | Tavish Scott        |
| Western Isles                         |            | Alasdair Morrison   |

### Lothians
| Circonscription                | Député élu | Député élu       |
| ------------------------------ | ---------- | ---------------- |
| Edinburgh Central              |            | Sarah Boyack     |
| Edinburgh East and Musselburgh |            | Susan Deacon     |
| Edinburgh North and Leith      |            | Malcolm Chisholm |
| Edinburgh Pentlands            |            | Iain Gray        |
| Edinburgh South                |            | Angus MacKay     |
| Edinburgh West                 |            | Margaret Smith   |
| Linlithgow                     |            | Mary Mulligan    |
| Livingston                     |            | Bristow Muldoon  |
| Midlothian                     |            | Rhona Brankin    |

### Mid Scotland and Fife
| Circonscription  | Député élu | Député élu          |
| ---------------- | ---------- | ------------------- |
| Dunfermline East |            | Helen Eadie         |
| Dunfermline West |            | Scott Barrie        |
| Fife Central     |            | Henry McLeish       |
| Fife North East  |            | Iain Smith          |
| Kirkcaldy        |            | Marilyn Livingstone |
| North Tayside    |            | John Swinney        |
| Ochil            |            | Richard Simpson     |
| Perth            |            | Roseanna Cunningham |
| Stirling         |            | Sylvia Jackson      |

### North East Scotland
| Circonscription                   | Député élu | Député élu      |
| --------------------------------- | ---------- | --------------- |
| Aberdeen Central                  |            | Lewis Macdonald |
| Aberdeen North                    |            | Elaine Thomson  |
| Aberdeen South                    |            | Nicol Stephen   |
| Angus                             |            | Andrew Welsh    |
| Banff and Buchan                  |            | Alex Salmond    |
| Dundee East                       |            | John McAllion   |
| Dundee West                       |            | Kate Maclean    |
| Gordon                            |            | Nora Radcliffe  |
| West Aberdeenshire and Kincardine |            | Mike Rumbles    |

### South of Scotland
| Circonscription                   | Député élu | Député élu          |
| --------------------------------- | ---------- | ------------------- |
| Ayr                               |            | Ian Welsh           |
| Carrick, Cumnock and Doon Valley  |            | Cathy Jamieson      |
| Clydesdale                        |            | Karen Gillon        |
| Cunninghame South                 |            | Irene Oldfather     |
| Dumfries                          |            | Elaine Murray       |
| East Lothian                      |            | John Home Robertson |
| Galloway and Upper Nithsdale      |            | Alasdair Morgan     |
| Roxburgh and Berwickshire         |            | Euan Robson         |
| Tweeddale, Ettrick and Lauderdale |            | Ian Jenkins         |

### West of Scotland
| Circonscription           | Député élu | Député élu      |
| ------------------------- | ---------- | --------------- |
| Clydebank and Milngavie   |            | Des McNulty     |
| Cunninghame North         |            | Allan Wilson    |
| Dumbarton                 |            | Jackie Baillie  |
| Eastwood                  |            | Ken Macintosh   |
| Greenock and Inverclyde   |            | Duncan McNeil   |
| Paisley North             |            | Wendy Alexander |
| Paisley South             |            | Hugh Henry      |
| Strathkelvin and Bearsden |            | Sam Galbraith   |
| West Renfrewshire         |            | Trish Godman    |